# Litchfield (Connecticut)
Pour les articles homonymes, voir Litchfield.
Litchfield est une ville située dans le comté de Litchfield, dans l'État du Connecticut, aux États-Unis. Lors du recensement de 2010, Litchfield avait une population totale de 8 466 habitants. Jusqu'à 1960, Litchfield était le siège du comté de Litchfield.

## Géographie
Selon le Bureau du recensement des États-Unis, la superficie de la ville est de 56,81 milles carrés (147,14 km2), dont 56,10 milles carrés (145,3 km2) de terres et 0,71 milles carrés (1,84 km2) de plans d'eau (soit 1,25 %).
La municipalité (town) comprend les boroughs de Litchfield et Bantam.

## Histoire
Litchfield devient une municipalité en 1719. La ville s'est d'abord appelée New Bantam, puis a adopté son nom actuel en référence à Lichfield dans le Staffordshire.

## Démographie
D'après le recensement de 2000, il y avait 8 316 habitants, 3 310 ménages, et 2 303 familles dans la ville. La densité de population était de 57,3 hab/km2. Il y avait 3 629 maisons avec une densité de 25,0 maisons/km2. La décomposition ethnique de la population était : 96,99 % blancs ; 0,75 % noirs ; 0,23 % amérindiens ; 0,47 % asiatiques ; 0,01 % natifs des îles du Pacifique ; 0,46 % des autres races ; 1,09 % de deux ou plus races. 1,56 % de la population était hispanique ou Latino de n'importe quelle race.
Il y avait 3 310 ménages, dont 31,2 % avaient des enfants de moins de 18 ans ; 59,9 % étaient des couples mariés ; 7,2 % avaient une femme qui était parent isolé, et 30,4 % étaient des ménages non-familiaux. 26,5 % des ménages étaient constitués de personnes seules et 13,2 % de personnes seules de 65 ans ou plus. Le ménage moyen comportait 2,45 personnes et la famille moyenne avait 2,98 personnes.
Dans la ville la pyramide des âges était 25,2 % en dessous de 18 ans, 3,6 % de 18 à 24 ; 25,6 % de 25 à 44 ; 28,6 % de 45 à 64 ; et 17,0 % qui avaient 65 ans ou plus. L'âge médian était 43 ans. Pour 100 femmes, il y avait 92,5 hommes. Pour 100 femmes de 18 ans ou plus, il y avait 90,3 hommes.
Le revenu médian par ménage de la ville était $58 418, et le revenu médian par famille était de $70 594. Les hommes avaient un revenu médian de $50 284 contre $31 787 pour les femmes. Le revenu par habitant de la ville était $30 096. 4,0 % des habitants et 2,8 % des familles vivaient sous le seuil de pauvreté. 2,6 % des personnes de moins de 18 ans et 5,2 % des personnes de plus de 65 ans vivaient sous le seuil de pauvreté.
| 1790   | 1800  | 1810  | 1820  | 1830  | 1840  |
| ------ | ----- | ----- | ----- | ----- | ----- |
| 20 342 | 4 285 | 4 639 | 4 610 | 4 456 | 4 038 |

| 1850  | 1860  | 1870  | 1880  | 1890  | 1900  |
| ----- | ----- | ----- | ----- | ----- | ----- |
| 3 953 | 3 200 | 3 113 | 3 410 | 3 304 | 3 214 |

| 1910  | 1920  | 1930  | 1940  | 1950  | 1960  |
| ----- | ----- | ----- | ----- | ----- | ----- |
| 3 005 | 3 180 | 3 574 | 4 029 | 4 964 | 6 264 |

| 1970  | 1980  | 1990  | 2000  | 2010  | - |
| ----- | ----- | ----- | ----- | ----- | - |
| 7 399 | 7 605 | 8 365 | 8 316 | 8 466 | - |